# Eli Aflalo
Eli Aflalo (hebrejsky: אלי אפללו, 8. září 1952) je izraelský politik a místopředseda Židovského národního fondu. V minulosti působil jako poslanec Knesetu a ministr absorpce imigrantů.

## Biografie
Narodil se v Casablance v Maroku a v roce 1962 podnikl v deseti letech aliju do Izraele. Službu v armádě ukončil v hodnosti seržanta. Do Knesetu byl zvolen poprvé za stranu Likud ve volbách v roce 2003, po nichž se stal členem komisí životního prostředí, vnitra a financí. V březnu 2005 byl jmenován náměstkem ministra průmyslu, obchodu a práce. Koncem roku 2005 opustil společně s Arielem Šaronem Likud a založil stranu Kadima. Za ní byl v následujících dvou parlamentních volbách v letech 2006 a 2009 zvolen poslancem a působil v komisích financí a armádního rozpočtu. V lednu 2012 rezignoval na poslanecký mandát a stal se místopředsedou Židovského národního fondu.
Je ženatý, má tři děti a žije ve městě Afula.